# Пяткова, Анна Васильевна
Анна Васильевна Пяткова — советский хозяйственный, государственный и политический деятель, Герой Социалистического Труда.

## Биография
Родилась в селе Часово. Трудилась на подсобных работах в колхозе с 9 лет, с 1934 года.
В 1940—1948 гг. — колхозница, бригадир в колхозе имени М. Горького. С 1948 года — продавец сельпо, кассир сберкассы, работник райфинотдела в Ухте. С 1957 года до выхода на пенсию — доярка Часовского отделения совхоза «Зеленецкий», мастер машинного доения 1-го класса, лучшая доярка Коми АССР (по 4 064 кг молока от каждой закрепленной за ней коровы).
Указом Президиума Верховного Совета СССР от 6 сентября 1973 года присвоено звание Героя Социалистического Труда с вручением ордена Ленина и золотой медали «Серп и Молот».
Избиралась депутатом Верховного Совета РСФСР 9-го созыва. Член ВКП(б).